# Isham Talbot

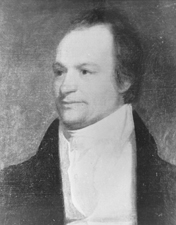
Isham Talbot

Isham Talbot (* 1773 bei Talbot, Bedford County, Colony of Virginia; † 25. September 1837 bei Frankfort, Kentucky) war ein britisch-amerikanischer Jurist und Politiker der Demokratisch-Republikanischen Partei, der den Bundesstaat Kentucky im US-Senat vertrat.
Der aus Virginia stammende Isham Talbot zog mit seinen Eltern 1784 nach Kentucky, wo sich die Familie in Harrodsburg niederließ. Nach Abschluss seiner Schulbildung studierte er die Rechte, wurde in die Anwaltskammer aufgenommen und begann in Versailles zu praktizieren. Später zog er nach Frankfort um, wo er ebenfalls juristisch tätig war.
Zwischen 1812 und 1815 war Talbot Mitglied des Senats von Kentucky. Er schied dort aus, um seinen Staat im US-Senat zu vertreten; bei einer Nachwahl erhielt er das Mandat des zurückgetretenen Jesse Bledsoe, das er vom 2. Februar 1815 bis zum 3. März 1819 ausfüllte. Schon im Jahr nach seinem Ausscheiden aus dem Senat kehrte er in die Parlamentskammer zurück, wo er erneut den Platz eines zurückgetretenen Politikers einnahm; diesmal war es William Logan. Talbots zweite Amtszeit im Kongress dauerte vom 19. Oktober 1820 bis zum 3. März 1825. Danach arbeitete er wieder als Jurist, ehe er 1837 auf seiner Plantage bei Frankfort starb.